# Jeruzalémská dualita
Jeruzalémská dualita je dvanáctý díl první řady amerického televizního seriálu Teorie velkého třesku. V této epizodě hostují Mark Harelik, Austin Lee a Emma Degerstedt. Režisérem epizody je Mark Cendrowski.

## Děj
Sheldona nepotěší, když je na univerzitu přijat patnáctiletý severokorejský student Dennis Kim (Austin Lee). Ukazuje se totiž, že je nejen povýšený a arogantní, jako je sám Sheldon, ale že je dokonce chytřejší než on. Sheldon ztrácí víru v sám sebe a deptá své kamarády tím, že ponižuje jejich práci ještě víc, než před tím, aby ta jeho vypadala lépe. Svou práci na fyzice shledává zbytečnou a k Nobelově ceně se snaží dostat díky vyřešení problémů na Středním východě. Ostatní jsou jeho chováním unavení a snaží se Dennise seznámit s některou z jeho vrstevnic tak, aby se Sheldon vrátil do starých kolejí. To se nakonec povede až neočekávaně snadno a Dennis opouští párty s patnáctiletou blondýnkou (Emma Degerstedt). Po delší době pak partička nachází Dennise těžce popíjejícího s partou vrstevníků v parku.

## Obsazení
| Johnny Galecki  | Leonard Hofstadter |
| Jim Parsons     | Sheldon Cooper     |
| Kaley Cuoco     | Penny              |
| Simon Helberg   | Howard Wolowitz    |
| Kunal Nayyar    | Raj Koothrappali   |
| Mark Harelik    | Dr. Gablehauser    |
| Austin Lee      | Dennis Kim         |
| Emma Degerstedt | Emma               |